# Inkom
Inkom város az USA Idaho államában, Bannock megyében. 

## Népesség
A település népességének változása: